# 第1エズラ書
『第1エズラ書』（だいいちエズラしょ）は、正教会では、旧約聖書に含めているが、カトリックやほとんどのプロテスタント教会では、正典とはみなさない、いわゆる旧約外典の書物のひとつ。
ユダ王国の王ヨシヤの過越からエズラの活動に至までの歴史で、内容的には正典の『歴代誌』の最後の2章と『エズラ記』、『ネヘミヤ記』と並行する。新共同訳聖書では、『エズラ記（ギリシャ語）』としている。第3章と第4章は独自の記事でダリヨス王の3人の護衛の若者の物語である。